# Live Yardbirds: Featuring Jimmy Page
Live Yardbirds: Featuring Jimmy Page è un album live della British blues rock band The Yardbirds. Venne registrato presso l'Anderson Theatre di New York City il 30 marzo 1968. All'epoca, gli Yardbirds si esibivano come quartetto con Jimmy Page alla chitarra solista sin dall'ottobre 1966.
L'album include vari brani noti degli Yardbirds, ma in versioni estese con l'aggiunta di assoli strumentali. I'm Confused, basata sul brano Dazed and Confused di Jake Holmes, è una delle migliori esecuzioni dell'album. Con un testo differente, Page ri-registrò il brano con i Led Zeppelin per il loro album di debutto del 1968.
Il gruppo non rimase soddisfatto della registrazione del concerto e si oppose alla pubblicazione dei nastri, ma quando Page divenne famoso come membro dei Led Zeppelin, la Epic Records pubblicò il disco nel settembre 1971. Page intraprese un'azione legale e alla Epic furono proibite ulteriori distribuzioni dell'album. Con il passare degli anni, ci sono stati molteplici tentativi di ristampare il disco. Nel 2017, Jimmy Page scoprì i nastri del concerto nel suo archivio personale e remixò le registrazioni. Un album relativo al concerto all'Anderson Theatre insieme a nastri demo dello stesso periodo, è stato pubblicato nel novembre 2017 con il titolo Yardbirds '68.

## Tracce
Lato 1
1. The Train Kept A-Rollin' (Tiny Bradshaw, Lois Mann, Howard Kay) - 3:10
2. You're a Better Man Than I (Mike Hugg, Brian Hugg) - 6:50
3. I'm Confused (non accreditata) - 6:47
4. My Baby (Mort Shuman, Jerry Ragavoy) - 5:01

Lato 2
1. Over Under Sideways Down (Chris Dreja, Keith Relf, Paul Samwell-Smith, Jim McCarty, Jeff Beck) - 2:39
2. Drinking Muddy Water (Relf, Jimmy Page, McCarty, Dreja) - 3:16
3. Shapes of Things (Samwell-Smith, Relf, McCarty) - 2:48
4. White Summer (Page) - 4:19
5. I'm a Man (Bo Diddley) - 11:59

## Formazione
- Keith Relf: armonica a bocca, voce solista
- Jimmy Page: chitarra
- Chris Dreja: basso, chitarra
- Jim McCarty: batteria, cori